# Rolf Zollner

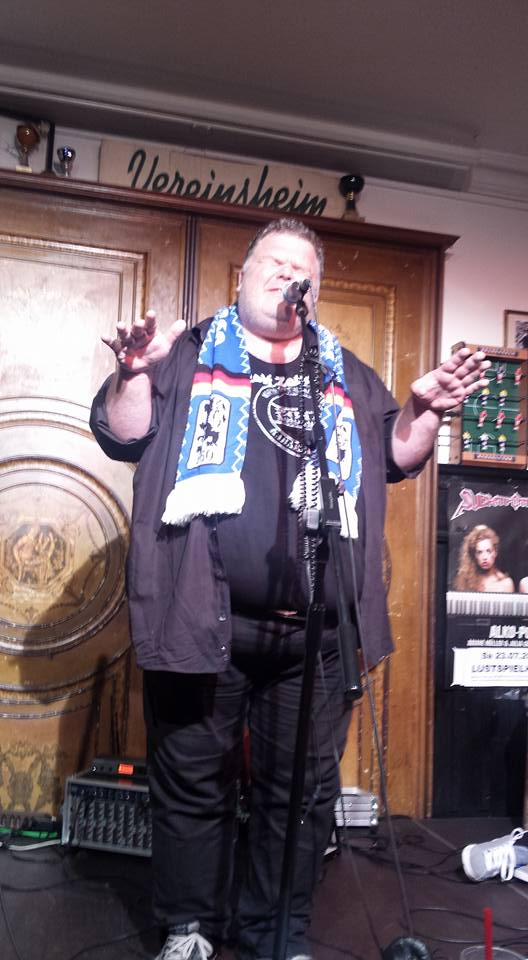
Rolf Zollner im Vereinsheim Schwabing (2016)

Rolf Zollner (* 15. Juli 1970 in Rosenheim als Rudolf Leo Zollner; † 3. März 2021 in Rosenheim) war ein deutscher Kabarettist, Musiker und Moderator.

## Leben
Rolf Zollner wuchs in Rosenheim auf und machte schon früh im Schultheater Bühnenerfahrungen. Musikalische Ausbildungen begann er im musischen Ignaz-Günther-Gymnasium mit Gitarre, Kontrabass und klassischem Gesang. Mit 14 war er mit seiner ersten Band auf Tour und ist seither als Bassist, Sänger und „Rampensau“ auf Bühnen in Deutschland und im benachbarten Ausland unterwegs. Erste selbst geschriebene Kabarett-Ausflüge und Weiterbildungen im Bereich Theaterpädagogik machte er in der verbandlichen Jugendarbeit. Dazu kamen Theaterworkshops und Aufführungen.
Er absolvierte eine Ausbildung zum Bankkaufmann und studierte Betriebswirtschaftslehre und Marketing. Nach einer Ausbildung zum psychologischen Berater und Coach arbeitete er als Seminarleiter und Moderator vor Schülern und Erwachsenen.
Mit dem Besuch der Ersten Münchner Kabarettschule von Lisa Fitz erweiterte er sein Wissen im Kabarett- und Schauspielfach.
Im September 2015 war die Premiere seines ersten Solo-Programms.
Im Februar 2019 startet sein zweites Solo-Programm "Weißwurst is".
Während der Pandemie 2020 war er Teil des Künstler-Kollektivs "Quarantänekunst", welche in dieser Zeit Online Videos und Kunstbeiträge veröffentlichten.
Ebenfalls 2020 war er im Hörspiel "Video-Integrator", unter der Regie von Kim Jens Witzenleiter, zu hören.
Zollner verstarb am 3. März 2021 in seiner Geburtsstadt Rosenheim.

## Kabarett
- Solo „psychosomatisches Allerlei“ (2015)
- Solo "Weißwurst is" (2019)

## Wettbewerbe und Auszeichnungen
- 3. Platz beim 1. Schrobenhausener Songslam 2020
- nominiert zum Finale Kleinkunstpreis "Sau von Nördlingen" 2020
- 2. Platz beim Ostbayerischen Kabarettpreis 2016[3]
- 4. Platz Sendlinger Haferlschuh 2015
- 4. Platz Kabarett Talente Show 2015 – Wiener Kabarett Festival

## Rolfs Kleinkunstbrettl
Seit März 2016 veranstaltet Rolf Zollner Rolfs Kleinkunstbrettl im Happinger Hof in Rosenheim.
Bei dieser Mixed Show lädt sich Rolf Zollner jeweils drei Kolleginnen und Freunde auf die Kleinkunstbrettl ein. In der Regel findet dies am letzten Donnerstag im Monat statt.